# طه میقاتی
طه میقاتی (انگلیسی: Taha Mikati) کارآفرین و سرمایه‌دار اهل لبنان است. وی برادر نجیب میقاتی می‌باشد.